# Sergueï Tchetveroukhine
Sergueï Alexandrovitch Tchetveroukhine (en russe : Сергей Александрович Четверухин, transcription anglaise : Sergey Chetverukhin ; né le 12 janvier 1946 à Moscou en Russie) est un patineur soviétique qui est devenu vice-champion olympique aux Jeux olympiques d'hiver de 1972 à Sapporo. Il a été également deux fois vice-champion du monde (1972-1973) et trois fois vice-champion d'Europe (1971-1972-1973).

## Biographie

### Carrière sportive
Sergueï Tchetveroukhine est le meilleur patineur soviétique individuel des années 1960 et début des années 1970, bien qu'il n'ait jamais remporté de titre international. Tchetveroukhine est cinq fois champion soviétique (1968-1969-1970-1971-1973) et participe à tous les Championnats du Monde et d'Europe entre 1965 et 1973 (à l'exception des championnats du monde de 1966). Lors de ces compétitions internationales, il remporte huit médailles dont l'argent aux JO de 1972.

### Reconversion
Après sa carrière amateur, Sergueï Tchetveroukhine travaille comme entraîneur de patinage artistique. En 1990 il part travailler au Canada, sur l'invitation de l'ancien patineur canadien Donald Jackson, d'abord à Montréal puis à Toronto.

## Palmarès
| Compétition                     | 1963    | 1964    | 1965    | 1966    | 1967    | 1968    | 1969    | 1970    | 1971    | 1972    | 1973    |  |  |  |
| Jeux olympiques d'hiver         |         |         |         |         |         | 9e      |         |         |         | 2e      |         |  |  |  |
| Championnats du monde           |         |         | 17e     |         | 13e     | 9e      | 8e      | 6e      | 3e      | 2e      | 2e      |  |  |  |
| Championnats d’Europe           |         |         | 10e     | 12e     | 5e      | 5e      | 3e      | 4e      | 2e      | 2e      | 2e      |  |  |  |
| Championnats d'Union soviétique | 5e      | 2e      | 3e      | F       | 1er     | 1er     | 1er     | 1er     | 1er     | F       | 1er     |  |  |  |
|                                 |         |         |         |         |         |         |         |         |         |         |         |  |  |  |
| Autre Compétition               | 1962/63 | 1963/64 | 1964/65 | 1965/66 | 1966/67 | 1967/68 | 1968/69 | 1969/70 | 1970/71 | 1971/72 | 1972/73 |  |  |  |
| Moscou Skate                    |         |         |         |         | 5e      |         | 1er     |         | 1er     | 1er     | 1er     |  |  |  |
| Légende : F = Forfait           |         |         |         |         |         |         |         |         |         |         |         |  |  |  |